# 小峯隆生のオールナイトニッポン
『小峯隆生のオールナイトニッポン』（こみねたかおのオールナイトニッポン）は、ニッポン放送の深夜番組、オールナイトニッポンで放送されていたラジオ番組。
パーソナリティは小峯隆生（編集者、当時『週刊プレイボーイ』記者）。放送枠は、1985年4月3日から1986年4月2日までは水曜1部（毎週水曜日深夜25:00～27:00（木曜日未明1:00～3:00））、1987年10月7日から1988年9月28日までは水曜2部（毎週水曜日深夜27:00～29:00（木曜日未明3:00～5:00））。

## 概要
1984年、第8回日本パロディ展でパフォーマンス部門に応募、「外国人のための日本語リンガフォン」で入選。これがきっかけで1984年9月25日に一度火曜1部（火曜深夜1:00 - 3:00）でオールナイトニッポンの代役パーソナリティを担当。これが好評だったことにより、1985年4月より、ニッポン放送『オールナイトニッポン』水曜1部のパーソナリティに抜擢。
番組は小峯本人による「マン　小峯のオールナイトニッポン」のタイトルコールでスタート。「自分たちがやって楽しいこと」をコンセプトに、思い切りわがままに作るとしていた番組であった。それもあって、スタッフの思い付きやはがきの数の多少によってコーナーは頻繁に終了したり、一度終了したコーナーが復活したりということが良くあった。水曜1部時代の1985年9月、一連のロス疑惑の中で殴打事件を起こしたことにより三浦和義が逮捕された際には本番組が報道特番に切り替わったが、その際はアナウンサーに代わらずニュース原稿読みを小峯がそのまま務めた。
1985年８月12日に日航機墜落事故が起こったが２日後の14日放送の当番組は通常のコーナーを休み、東海大学工学部で航空工学を学んだ小峯が事故原因を分析解説した。
1986年4月で水曜1部としての本番組が終了。1年半のブランクの後、1987年10月より水曜2部で本番組が復活。それまで2部から1部に昇格というケースはあったものの、かつて1部出演だったパーソナリティが2部で復活するという「降格」のケースは当時の時点でこの番組が初めてであった。こういったことから、水曜2部時代は「1部追放、2部左遷」という言葉をジングルとして制作するなど番組の合言葉的なフレーズとしていた。水曜2部時代、当時1部だった「小泉今日子のオールナイトニッポン」が休みとなった際は代役として1部2部を通して4時間の生放送を行なったこともあった。時々番組中、キューシートに『かたい話』と書かれているフリートークパートが設けられていたことがあり、ここでは国際政治、経済問題からプロレスの話題まで、その時に話題になったニュースを自分の考えを交えながらわかりやすく解説していた。
1988年9月28日、二度目の最終回を迎えたこの日「俺は負け犬だが闘う負け犬だ。オールナイト1部復帰まで闘い続ける」という言葉を残し番組を締めた。

## 主なコーナー

### 水曜1部時代
ファミコンのコーナー
任天堂のファミリーコンピュータ用ゲームソフト『スーパーマリオブラザーズ』が人気だった当時、小峯やスタッフがはまっていたファミコンのゲームについてトークをするコーナー。コーナー内では特に『スーパーマリオブラザーズ』への思い入れが強く、リスナーから同作の内容に合う歌詞を募集し、任天堂の公式ライセンスのもと、同作のメインBGMに歌詞を乗せて『GO GO マリオ!!』のタイトルでミュージックテープが制作された。歌唱するのは「プリンセス・ピーチ」名義の谷山浩子だが、当時その正体は明かされていなかった。テープは当初、コーナーのノベルティとして配布され、後にポニーキャニオンから正式発売されている。また、小峯がゲーム最後のワールド8-4のピーチ姫が見たいと番組で訴えたところ、リスナーからピーチ姫のもとにたどり着く様子を録画したビデオテープが多数届き、その攻略法に驚いた小峯とスタッフが「本よりビデオの方がわかりやすい」として、リスナー協力のもとにオリジナルビデオを製作。ラジオ界初のゲーム攻略ビデオ『マリオの大冒険』が完成し、ポニーキャニオンより1986年4月5日に発売された。

真夜中の鶴田コール
当時AM2:40頃から放送されていたコーナー。リスナーと電話をつなぎ、ジャンボ鶴田が観客に向けて拳を振り上げ「オー！」と一緒にやっていた「鶴田コール」（小峯は個人的にこれを馬鹿にしていた）を深夜に大声で家族や近所の迷惑を省みずにやろう、というコーナー。毎回リングネームを名乗った3人ほどが電話出演、小峯の煽りに応えるように「オー！」の叫びを電話口で響かせていた。毎回チャンピオンには賞金5000円、準チャンピオンにも3000円が贈られていたことがあった。
良い子のゲッチャン
他

### 水曜2部時代
ナンノ勝手にサリー
水曜1部時代1985年12月に南野陽子がこの番組にゲスト出演、この時に南野がこの番組を聴いていると知って感激した小峯が、水曜2部で再スタートした時に「もう一度ナンノ（南野）をゲストに呼ぼう」として始まったコーナー。1987年、南野主演で漫画を原作とした実写映画の企画として、最初『魔法使いサリー』が候補にあがっていたが、結局これは不採用となって最終的に『はいからさんが通る』に決まり、「それならこの番組でナンノ主演のサリーのラジオドラマをやればいい」としてスタート。リスナーから台本や配役案を募集、サリーのパパ（デーモン閣下）、カブ（小倉久寛）、よしこ（森川由加里）など主要キャストを次々に決めた上で、最初は1988年6月15日に放送される予定で進められていたが南野が多忙のため本番組に来れなかったために実現せず。改めて同年8月31日に南野が本番組に来ることが可能となり、このラジオドラマは無事放送された。
いびきのコーナー
リスナーから送られて来た、親や身の周りの人のいびきを録音したカセットテープの音源を紹介していた。
ウルトラ警備隊
ジャニーズ事務所の系図を作成するなど、様々な難題に取り組んでいた。
メディア占拠
リスナーがゲリラ的に、小峯の名前をありとあらゆるメディアで露出させようとした結果を報告するコーナー。百貨店や大相撲本場所開催中の会場の呼び出しアナウンスで小峯の名前を使う、小峯と全く関係のない企業や学校に小峯の名前で祝電を送る、他のラジオ番組への投稿ネタに小峯を登場させるなど、内容は多岐に渡った。中でも当時の『FMリクエストアワー』（NHK-FM）に対しては「北から順番に番組を攻略する」という目標が立てられ、実際に東北地方まで攻略が行われたものの、NHK側からの苦情によりやむなく攻略を中断した。
説教のコーナー
誰かが説教している、またはされているその模様を録音して送られて来たものを紹介していた。
TOKYOメトロポリタン倶楽部のCMコーナー
小峯が製作に関わったコンピレーション・アルバム「TOKYOメトロポリタン倶楽部」（NECアベニュー、N32C-5、1988年4月発売）を世間に売り込むためのCMを考えようというコーナー。
予備校裏ガイド
おはよう小峯です
水曜2部時代のAM5:00直前のエンディングコーナー。NHKの朝番組をパロディ化したコーナーと言われ、当時オールナイトニッポン2部においてのエンディングテーマであった『BITTERSWEET SAMBA』が流れた後にこのコーナーが始まっていた。それまでの番組の雰囲気を一変させ、小峯が「ごきげんいかがですか」などと朝番組の雰囲気で原稿を読みトークをしていた。あるネット局から「（オールナイトニッポンとは別の番組が）いつから始まったんですか」などと問い合わせも来たという。
他

## ノベルティグッズ・関連品
- コミネコイン
  - 小峯とスタッフらが金を出し合って製作。傑作はがきを送ってくれたリスナーのうち東京以南在住者には東京タワーバージョン、東京以北在住者には京都タワーバージョンが、シリアルナンバーともらった人にしかわからない文字が刻印されて贈られていた[14]。
- コミネステッカー
  - 「ゴマアザラシアルファー」による小峯のイラスト入りのステッカー。99枚限定で製作された[14]。
- 匠シリーズ
  - コミネ米、コミネマッチ、コミネ綿棒、コミネつまようじ - これらを総称して「匠シリーズ」と呼んだ。これら全てに小峯の名前とシリアルナンバーを入れてケースに入れたもの。コミネ米は「第3回良質米生産共進会個人の部」で優勝したコシヒカリ108粒を使用。これにも一粒ずつ全てに名前とシリアルナンバーを書き入れた[14]。
- インドのユーモア集
  - これは現物として贈られたのではなく、放送中に言葉でという形でプレゼントされた。本番組においてインドブームを起こした元となったもの。同じ文とイラストによる他国語版もあるという噂もあった[14]。
- コミネ袋
  - 水曜2部時代当時、毎週10万枚超という記録的な数のはがきを集めていた同じニッポン放送の番組『GENJI GENKI爆発』に局内のはがき棚を占拠されて置き場が無くなったということで用意された、本番組宛のはがきを入れるためのビニール袋[14]。
- 染之助・染太郎の生配達
  - 受験に合格したリスナーの元に海老一染之助・染太郎の二人に「おめでとうございまーす！」と言いに行かせるというシステムを最初、本番組からの“最上級のプレゼント”としていた[14]。

## スタッフ
- ディレクター：入江太乃士[8]
  - 小峯オールナイトでは水曜1部時代の途中から担当。水曜2部時代は1年通して担当した。当時同じオールナイトニッポンでは、中島みゆき、サンプラザ中野、デーモン小暮の各番組も担当[1]。
- 構成作家：杉本[8][1]
- 構成作家：平山
  - 小峯の後輩のフリーライター[8][1]
- AD：東松（水曜2部時代）[9]